# Mean Old Man
Mean Old Man är den amerikanska sångaren och pianisten Jerry Lee Lewis 40:e studioalbum, utgivet den 7 september 2010. Albumet är utgivet på skivbolaget Verve, och liksom hans tidigare album Last Man Standing är flera välkända artister med som gästartist på albumet.

## Låtlista
| Nr           | Titel                                                                                            | Text                                               | Längd |
| ------------ | ------------------------------------------------------------------------------------------------ | -------------------------------------------------- | ----- |
| 1.           | "Mean Old Man" (med Ronnie Wood)                                                                 | Kris Kristofferson                                 | 2:46  |
| 2.           | "Rockin' My Life Away" (med Kid Rock och Slash)                                                  | Mack Vickery                                       | 2:16  |
| 3.           | "Dead Flowers" (med Mick Jagger)                                                                 | Mick Jagger, Keith Richards                        | 3:52  |
| 4.           | "Middle Age Crazy" (med Tim McGraw och Jon Brion)                                                | Sonny Throckmorton                                 | 3:44  |
| 5.           | "You Can Have Her" (med Eric Clapton och James Burton)                                           | Bill Cook                                          | 2:37  |
| 6.           | "You Are My Sunshine" (med Sheryl Crow och Joe Brion)                                            | Jimmie Davis, Charles Mitchell                     | 3:35  |
| 7.           | "Hold You In My Heart" (med Shelby Lynne)                                                        | Eddy Arnold                                        | 2:41  |
| 8.           | "Swinging Doors" (med Merle Haggard)                                                             | Merle Haggard                                      | 2:40  |
| 9.           | "Roll Over Beethoven" (med Ringo Starr, John Mayer, Jon Brion, Jim Keltner och James Hutchinson) | Chuck Berry                                        | 2:45  |
| 10.          | "Sweet Virginia" (med Keith Richards)                                                            | Mick Jagger, Keith Richards                        | 3:50  |
| 11.          | "Railroad to Heaven" (med Solomon Burke)                                                         | Charles D. Tillman, J.R. Baxter, M. E. Abbey       | 3:55  |
| 12.          | "Bad Moon Rising" (med John Fogerty)                                                             | John Fogerty                                       | 2:17  |
| 13.          | "Please Release Me" (med Gillian Welch)                                                          | Eddie Miller, Robert Yount, James Pebworth         | 3:39  |
| 14.          | "Whiskey River" (med Willie Nelson)                                                              | Johnny Bush, Paul Stroud                           | 3:19  |
| 15.          | "I Really Don't Want to Know" (med Gillian Welch)                                                | Don Robertson, Howard Barnes                       | 3:03  |
| 16.          | "Sunday Mornin' Comin' Down"                                                                     | Kris Kristofferson                                 | 5:07  |
| 17.          | "Can the Circle Be Unbroken" (med Mavis Staples, Robbie Robertson och Nils Lofgren)              | A. P. Carter, Charles H. Gabriel, Ada R. Habershon | 3:48  |
| 18.          | "Miss the Mississippi and You"                                                                   | Bill Halley                                        | 3:25  |
| 19.          | "Here Comes That Rainbow" (med Shelby Lynne)                                                     | Kris Kristofferson                                 | 2:06  |
| Total längd: | Total längd:                                                                                     | Total längd:                                       | 61:29 |